# Léopards Douala
Léopards Douala (französisch Léopard de Douala) ist ein kamerunischer Fußballverein aus der Stadt Douala.

## Geschichte
Seinen ersten Erfolg erreichte der Verein mit dem Erreichen des Finales des kamerunischen Fußballpokals 1942. Auch 1956 und 1957 scheiterte man erst im Finale. 1972 gewann man erstmals die Meisterschaft und wiederholte diesen Erfolg 1973. Beim folgenden African Cup of Champions Clubs 1973 schaffte es der Verein bis ins Halbfinale und scheiterte erst an Vita Kinshasa. 1993 erreichte der Verein noch einmal das Pokalfinale, konnte dies aber gegen Canon Yaoundé erneut nicht gewinnen. 1998 spielte der Verein letztmals in der MTN Elite 1.

## Erfolge
- Cameroon Premiere Division (2): 1972, 1973
- Coupe de Cameroun Finalist (4): 1942, 1956, 1957, 1993

## Léopards Douala in den afrikanischen Wettbewerben
| Saison | Wettbewerb                     | Runde         | Land                         | Verein           | Heim | Auswärts |
| ------ | ------------------------------ | ------------- | ---------------------------- | ---------------- | ---- | -------- |
| 1973   | African Cup of Champions Clubs | 1. Runde      |                              | Freilos          |      |          |
|        | African Cup of Champions Clubs | 2. Runde      | Republik Kongo               | CARA Brazzaville | 2:0  | 0:1      |
|        | African Cup of Champions Clubs | Viertelfinale | Guinea                       | Hafia FC         | 4:2  | 2:3      |
|        | African Cup of Champions Clubs | Halbfinale    | Demokratische Republik Kongo | AS Vita Club     | 3:1  | 0:3      |

## Bekannte Spieler
- Roger Milla (1970–1974)
- Jerry-Christian Tchuíssé (1996–1997)